# Haushaltsführungsschaden
Der Haushaltsführungsschaden ist der Schaden, der einer Person entsteht, weil sie ihren Haushalt oder den der ganzen Familie in einem gewissen Zeitraum teilweise oder gar nicht führen kann, also die Hausarbeit nicht erledigen kann. 

## Deutschland

### Bei Heranziehung
Zeugen, die einen eigenen Haushalt für mehrere Personen führen, erhalten nach § 21 JVEG eine Entschädigung für Nachteile bei der Haushaltsführung, wenn sie nicht erwerbstätig sind oder wenn sie teilzeitbeschäftigt sind und außerhalb ihrer vereinbarten regelmäßigen täglichen Arbeitszeit herangezogen werden. Zeugen, die ein Erwerbsersatzeinkommen beziehen, stehen erwerbstätigen Zeugen gleich.
Die Entschädigung beträgt seit 2021 17 Euro pro Stunde, zuvor vom 1. August 2013 bis Ende 2020 14 Euro pro Stunde, vor dem 1. August 2013 12 Euro pro Stunde, 2001 20 DM pro Stunde.
Zu der Gruppe von Berechtigten, die nur eine nach dem geringsten Satz bemessene Entschädigung beanspruchen konnten, gehörten nach früherem Recht auch die Hausfrauen. Im Gesetz über die Entschädigung von Zeugen und Sachverständigen vom 26. Juli 1957 (Bundesgesetzblatt – BGBl. I Seite 902 –) traf der Gesetzgeber erstmals eine Sonderregelung für nichterwerbstätige Hausfrauen und billigte ihnen eine höhere Entschädigung zu. Das Bundesverfassungsgericht hat es ausdrücklich gebilligt, dass Hausfrauen nach der damaligen Rechtslage im Vergleich zu sonstigen Personen, die keinen Verdienstausfall in Geld zu beklagen hatten, bevorzugt wurden (vgl. Bundesverfassungsgericht, Beschluss vom 10. Oktober 1978, Az. 2 BVL 3/78, zitiert nach juris). Noch in der bis 31. Dezember 1986 gültigen Vorgängerfassung des § 2 Abs. 3 des Gesetzes über die Entschädigung von Zeugen und Sachverständigen (ZSEG) ist ausdrücklich von der Hausfrau die Rede. Die Fassung ist erst aufgrund des Gesetzes vom 9. Dezember 1986 (BGBl I S. 2326) geändert worden.
Ab dem 1. Januar 1987 ist nicht mehr von der Hausfrau oder dem Hausmann die Rede, sondern von dem Zeugen, der einen eigenen Haushalt für mehrere Personen führt. Dementsprechend findet sich in der Literatur zu § 2 Abs. 3 ZSEG auch noch im Jahre 2001 der Hinweis, dass anspruchsberechtigt im Hinblick auf die damals gültige Entschädigung von 20,00 DM die Stunde nur die so genannten „Nur-Hausfrauen“ oder die „Nur-Hausmänner“ waren (Hartmann, Kostengesetze, 30. Auflage, 2001, § 2 ZSEG Rdnr. 26).

### Bei Körperverletzung
In der Regel wird dies auf einer Körperverletzung beruhen. Der Begriff taucht daher insbesondere im Schadensersatzrecht und dort vor allem bei Straßenverkehrsunfällen auf. Anspruchsgrundlage ist § 843 Abs. 1 BGB.
Der Haushaltsführungsschaden gehört gemäß § 843 Abs. 1 Alt. 1 BGB zur Aufhebung oder Minderung der Erwerbsfähigkeit, sofern der Schaden eine Einschränkung oder Aufhebung der Unterhaltsleistungen für die Familie bedeutet. Er ist unter dem Gesichtspunkt der Vermehrung der Bedürfnisse nach § 843 Abs. 1 Alt. 2 BGB erstattungsfähig, soweit es um die eigene Bedarfsdeckung geht.
In dem Umfange, wie der Haushalt nicht geführt werden kann, besteht ein Anspruch auf Ersatz der Kosten, die notwendig sind, um den Haushalt durch Dritte führen zu lassen. Der Anspruch besteht auch dann, wenn der Verletzte den Haushalt trotz der Einschränkungen dennoch führt. In diesem Falle, wie auch in dem Falle, dass der Haushalt durch Dritte unentgeltlich geführt wird, besteht ein Anspruch in Höhe der Kosten, die entstanden wären, wenn eine Person für die Haushaltsführung hätte bezahlt werden müssen.